# 이상봉
이상봉(李相奉)은 대한민국의 패션 디자이너이며,  ㈜이상봉의 대표이다. 본관(本貫)은 전의(全義)이다.

## 생애
1975년 패션 디자이너 첫 입문한 그는 국제 패션디자인연구원을 거쳐 패션 디자이너로 활동하게 된후 1983년 중앙디자인컨테스트에 입상 후 중앙디자인 정기 컬렉션에 참가함으로써 자신의 이름을 딴 브랜드 'LIE SANGBONG'을 런칭하였다.
1985년에 ㈜Lie Sang Bong Paris을 처음으로 남산에 본사와 명동에 매장 오픈, 당시 샵에서 쇼복을 판매하지 않았던 불문율을 깨고 컬렉션의상으로 매장을 구성함으로써 많은 매니아층을 확보하게 된다. 이런 새로운 컨셉을 바탕으로 그의 샵은 관심의 대상이 되었고, 최단기간 내 성공한 디자이너라는 닉네임을 붙여주는 계기가 되었다.
1988~1992년 서울에서 열린 ‘Cotton Council International'에서 주관하는 ‘Cotton Show'를 비롯하여 국내 대표로 참가한 ‘Taipei Fashion Week'를 계기로 국제적 브랜드로 발돋움하기 위해 1990년에 처음으로 파리 프레따 포르떼 전시회와 뉴욕의 PRET 전시회에 참가하게 된다. 이후 1999년에 파리 프레따 포르떼 전시회를 다시 참가하게 된 것이 본격적인 해외 진출의 시발점이 된다.
1993년부터 지금까지 정기적으로 S.F.A.A Seoul Collection에 참가해오고 있고, 1999년부터 지금까지 파리 프레타 포르테 전시에 매시즌 참가하여 다양한 해외 고정 바이어를 확보하고 있으며 이를 기반으로 2002년 3월부터는 파리 프레타 포르테 컬렉션에 참가하여 브랜드의 인지도를 세계적인 수준으로 매 시즌 드높이고 있다. 또한 2003년부터 New York Fashion Coterie에도 참가함으로써 글로벌한 지역적 균형을 유지하고 있다.

## 철학
2010년 세계 디자인 도시로 선정된 서울특별시의 홍보대사이기도 한 이상봉은 서울 디자인 올림피아드의 디지털 큐브를 큐비즘으로 풀어내는가 하면 바우하우스의 시대정신을 옷에 옮기고, 무속인을 퍼포먼스에 등장시켜 한국의 원초적인 아름다움을 전파하는 것을 시작으로 한글, 소나무, 전통자수, 조각보, 민화, 산수화, 단청 등의 한국적인 모티브를 서양복 스타일에 접목시켜 동양적인 감성으로 풀어내기도 했다. 2014 S/S 시즌 컬렉션까지 22번의 파리 패션위크에 참여를 하였으며, 뉴욕 밋팩킹에 플래그쉽 스토어를 오픈하면서 2014 F/W 시즌부터 뉴욕 컬렉션에 참여를 하고 있다. 파리, 뉴욕, 홍콩, 대만, 중국, 모스크바, 사우디아라비아, 쿠웨이트, 레바논, 두바이, 이집트등 세계 주요 도시의 편집 매장에서 판매가 되며 디자이너 이상봉의 디자인 철학을 알리고 있다.
또한 패션이라는 하나의 영역에 갇혀있기보다는 라이프 스타일을 디자인하는 시대가 도래했다고 디자인 철학을 피력하는 이상봉은 자신의 디자인 감각을 패션의 영역에만 그치지 않고 LG샤인폰 이상봉 에디션을 시작으로 행남자기의 그릇과 프랭클린 다이어리커버의 디자인, 다이어리, 그릇, 담배, 휴대폰의 디자인 프로젝트를 진행 시키고 있으며 그의 이름을 내건 라이센스 란제리 브랜드와 침구브랜드 이상봉 메종도 출시했다.

## 패션쇼

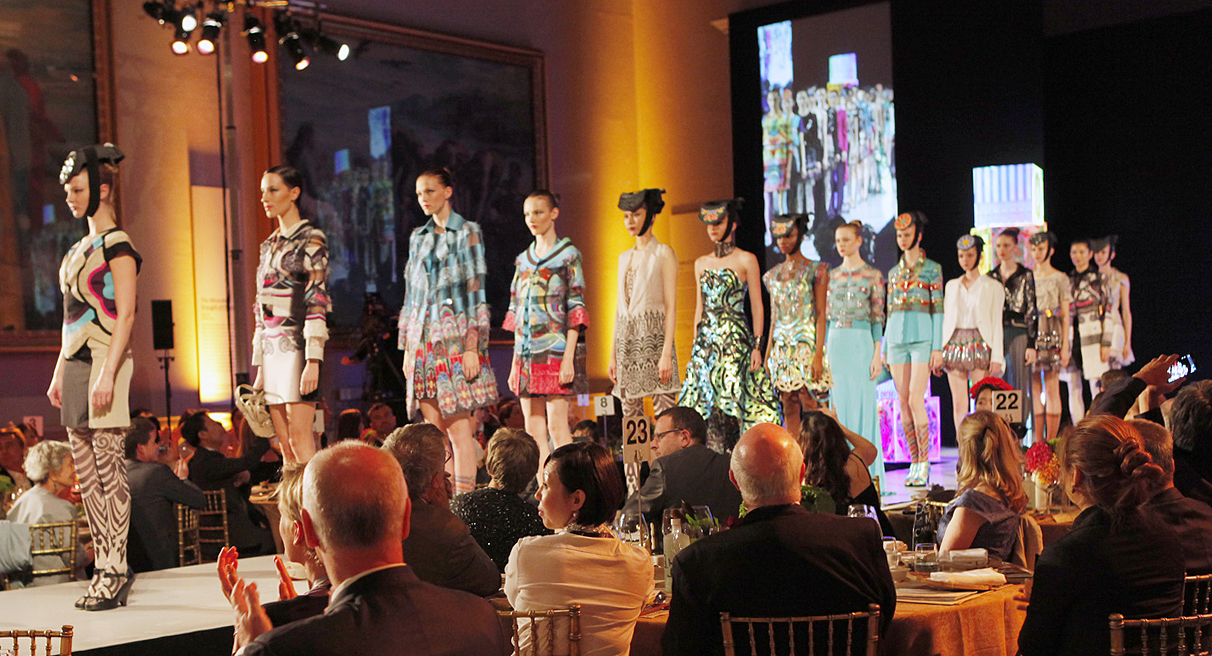
2012년 런던에서 열린 All eyes on Korea 패션쇼

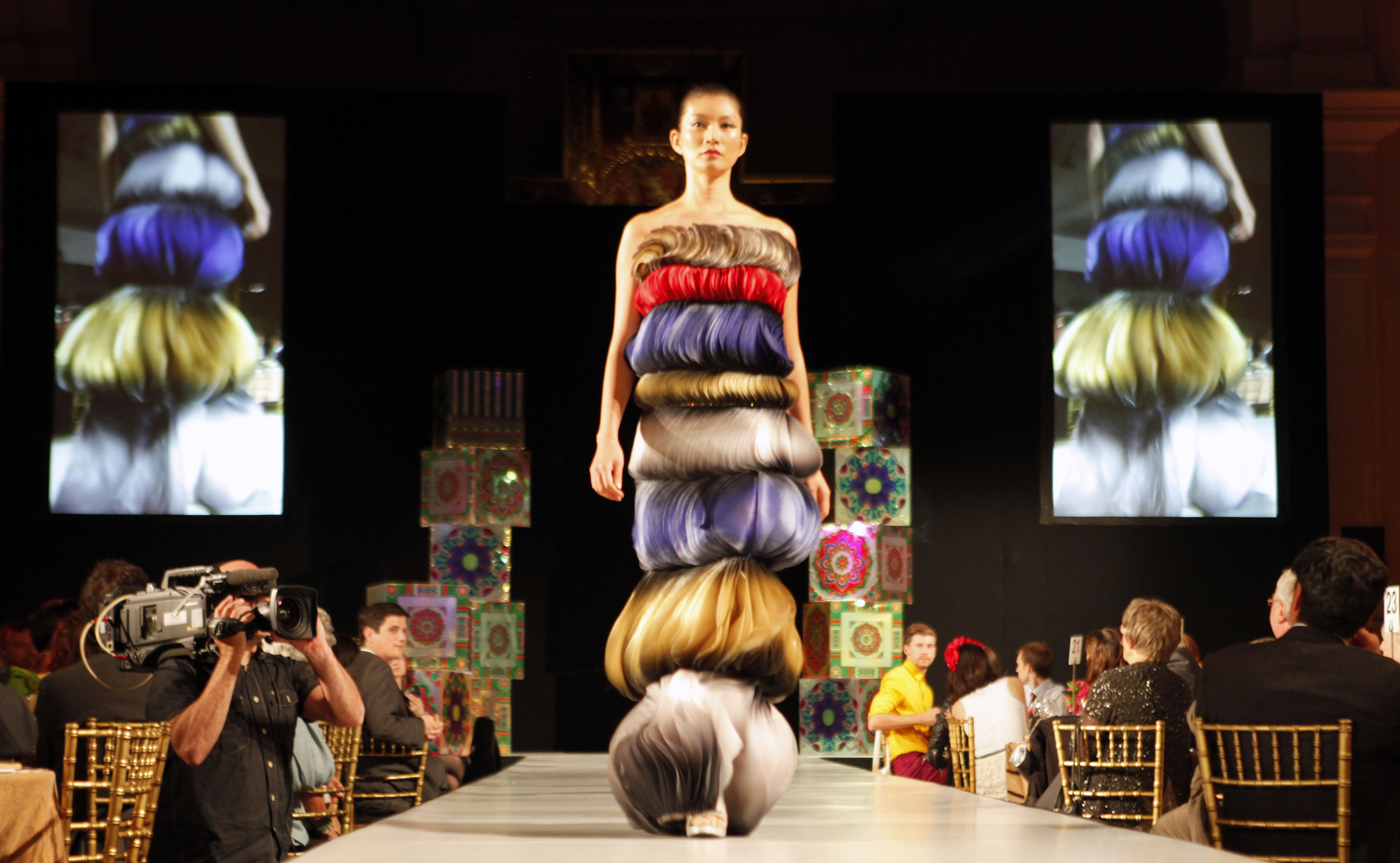
2012년 런던에서 열린 All eyes on Korea 패션쇼

- 2014  현재 뉴욕 패션위크 컬렉션 (NYFW-NEW YORK FASHION WEEK)
- 2002 ~ 2013 프랑스 파리 프레타포르테 컬렉션
- 1994  현재 서울 컬렉션(SFW-SEOUL FASHION WEEK / SFAA-Seoul Fashion Artist Association)
- 2011 환경재단 “후원의 밤” 초청 패션쇼
- 2011 ‘섬유의 날’ 25주년 기념 패션쇼
- 2011 인천공항 개항 10주년 기념 갈라 디너 패션 쇼
- 2011 문화체육관광부 주최 컨셉코리아Ⅲ(Cultural Treasures 2011) 프레젠테이션 및 전시
- 2010 제26회 코리아 베스트 드레서 2010 백조시상식 초정 디자이너 패션 쇼
- 2010 강남패션페스티벌 대한민국 대표 디자이너 패션 쇼
- 2010 한국 러시아 수교 20주년 기념 모스크바 패션 쇼
- 2010 현대자동차 소나타 2.4GDI 신차 런칭 쇼
- 2008 모터스포츠 A1GP
- 2008 문화체육관광부 주최 ‘패션 문화를 만나다’ 패션 쇼 개최
- 2007 ‘Save the Pine Trees' 환경재단 홍보 쇼
- 2007 KT&G 에쎄 골든 리프 이상봉 에디션 출시 및 모스크바 런칭 쇼
- 2007 중국 상하이 ‘Preview in Shanghai' 오프닝 패션 쇼
- 2006 LG전자 샤인폰 Designer`s Edition 런칭 기념 쇼
- 2006 프랑스 파리 한불 수교 120주년 기념 갈라 전시 기획 및 참가
- (참가 브랜드 : 샤넬, 셀린느, 소니아 리키엘, YSL)
- 2003 인도 뉴델리 ‘한국 인도 수교 30주년’ 기념 패션 쇼
- 2002 일본 도쿄 ‘한일 월드컵 기념’ 초청 패션 쇼
- 1997 예술의 전당 10주년 초대 패션 퍼포먼스
- 1996 죽산 국제 예술제 패션 퍼포먼스
- 1996 광주 비엔날레 국제 미술 의상전 패션 쇼 및 참가
- 1995 일본 오사카 세계 월드 패션 쇼
- 1985 ~ 1993 중앙 디자인 컬렉션

## 공동작업물
- 2011 ISU 세계피겨스케이팅 선수권대회 김연아선수 프리의상 디자인
- 2010 행남자기 이상봉 에디션 런칭
- 2010 넷마블 포커 이상봉 디자이너 리미티드 에디션
- 2010 G-20 관련 참가자를 위한 관광 핸드북 표지 디자인
- 2010 대통령배 E-sports 아마추어 대회 선수 및 자원봉사자, 심사위원 의상 디자인
- 2010 All that Skate L.A 김연아 및 출전 선수 의상 디자인
- 2010 뮤지컬 선덕여왕 의상 제작
- 2010 ‘Festa on Ice' 김연아 및 출전 선수 의상 디자인
- 2010 월스트리트저널(WSJ) 유럽판 한글광고 디자인
- 2009 기업은행 유니폼 디자인
- 2008 신한은행 유니폼 디자인
- 2008 A1GP 한국 팀 유니폼 및 자동차 디자인
- 2008 금호건설 리첸시아 아파트 인테리어 디자인
- 2007 삼성전자 인텔코리아 주최 이상봉 디자이너 PC 런칭
- 2007 KT&G 에쎄 골든 리프 이상봉 에디션 런칭
- 2007 프랭클린 플래너 이상봉 에디션 런칭
- 2007 금호 대우 건설 ‘이상봉 한스타일’ 광고
- 2007 스위스 메이드 유라 이상봉 에디션 커피 잔 런칭
- 2007 삼성 생명 여성농구단/레슬링/ 탁구팀 유니폼 디자인
- 2006 LG전자 샤인폰 이상봉 에디션 런칭

## 전시
- 2011 VOGUE KOREA 창간 15주년 기념 Fashion into Arts 전시 참가
- 2011 국립 중앙 박물관 특별전 <바로크ㆍ로코코 시대의 궁전 문화> 의상 디자인 전시
- 2011 한류문화산업 포럼 초정 한글 디자인 명인전 전시
- 2010 신세계 백화점 경기점 초청 전시
- 2010 청와대 초정 한글 작품 전시(564회 한글날 어린이 기자단 청와대 초청 행사)
- 2010 이상봉 브랜드 설립 25주년 기념 청주 전시
- 2009 미국 뉴욕 Blank Space Gallery ‘패션 아키텍트 뜨레드 컨스트럭션’ 전시
- 2009 일본 도쿄 ‘ROSES' 자선 전시
- 2009 영국 런던 주영한국문화원 1주년 개관 기념 ‘한글=마음’ 전시
- 2008 미키마우스 탄생 80주년 기념 전시, 프랑스 파리
- 칼라거펠트 프라다 등 전 세계 80명의 디자이너가 참여(미니 마우스 드레스)
- 2007 스와로브스키 코리아 ‘Crystallized' 전시
- 2007 라비타 이상봉 문화, 라이프스타일 관련 전시(강남 신세계 백화점)
- 2006 프랑스 파리 ‘Who`s Next' 한글 패션 전시
- 2006 이상봉 ‘한글 달빛 위를 걷다’ 패션, 아트 전시(갤러리 세줄)
- 2005 스타일 큐브 잔다리 1주년 개관 기념 전시(FASHION IN LOVE)
- 2003 미국 코트리(Coterie) 전시 참가

## 수상 및 대외 활동
- 2020 국제구호개발 NGO 굿피플 나눔대사[1]
- 2013 국제 평화의 날 홍보대사(UN)
- 2012 가정위탁 홍보대사(보건복지부)
- 2011 DESIGN MUSEUM(United Kingdom) 세상을 바꾼 50가지 가방 선정
- 2011 문화체육관광부, 한국문화예술교육진흥원 2011 문화예술 명예교사 선정
- 2011 에스모드 베를린 심사위원
- 2011 국립 중앙 박물관 특별전 <바로크ㆍ로코코 시대의 궁전 문화> 특별 홍보대사
- 2011 제18회 삼우당 대한민국 섬유ㆍ패션대상 세계화부문 수상
- 2011 대한민국 패션품질대상 대상 수상
- 2010 외신홍보상 디자인부문
- 2010 제2회 대한민국 한류대상 시상식 한스타일 한글분야 수상
- 2010 에스모드 서울 심사위원
- 2010 국제 패션아트 비엔날레 인 서울 심사위원
- 2010 서울 국제 자전거 디자인 공모전 심사위원
- 2010 에스모드 튀니지 심사위원장
- 2009 서울 디자인 올림피아 홍보대사
- 2009 ‘올해의 디자이너’ 대통령 표창
- 2008 한글 홍보대사
- 2008 청주 공예 비엔날레 홍보대사
- 2008 서울시 홍보대사
- 2008 서울 디자인 올림픽 홍보대사
- 2007 환경재단 홍보대사
- 2005 에스모드 베를린 심사위원
- 2002 ‘Welcome to Korea' 시민협의회 홍보대사
- 1999 ‘올해의 디자이너’ 서울시장 상
- 1983 중앙 디자인 콘테스트 입상

## 방송 출연
- 2014년 10월 24일 JTBC 《100일의 도전 탑 디자이너 2014》 심사위원
- 2014년 9월 1일 ~ 9월 5일 MBC 《K-culture, 신한류 3.0》
- 2014년 7월 9일 MBC 《황금어장 라디오스타》 382회 게스트
- 2013년 11월 9일 ~ 12월 28일 JTBC 《탑 디자이너 2013》 심사위원
- 2013년 9월 24일 ~ 10월 15일 KBS2 《우리동네 예체능》 25 ~ 28회
- 2013년 1월 10일 ~ 3월 28일 MBC every1 《TOP Designer》 심사위원
- 2012년 7월 21일 KBS1 《한국 한국인》 646회 게스트
- 2012년 1월 1일 ~ 1월 8일 MBC 《코이카의 꿈》 - 스리랑카 편
- 2010년 11월 27일 MBC 《무한도전》 2011 도전! 225회 달력모델편 심사위원
- 2006년 11월 18일 ~ 11월 25일 MBC 《무한도전》 28 ~ 29회 도전! 슈퍼모델편